# Selección masculina de rugby 7 de Ecuador
La selección masculina de rugby 7 de Ecuador también llamada Piqueros VII es el equipo de ese país de la modalidad de rugby 7 regulada por la Federación Ecuatoriana de Rugby. 

## Historia
La selección ecuatoriana de 7 jugadores compitió por primera vez en forma oficial en el 2012 en oportunidad del Seven Sudamericano Masculino llevado a cabo en Río de Janeiro, Brasil. Enfrentó a Venezuela, Uruguay, Brasil, Paraguay y Guatemala perdiendo los 5 partidos disputados.

## Uniforme
La camiseta es amarilla con azul oscuro a los lados y algún detalle rojo, short todo azul y medias amarillas y azules a franjas horizontales.

## Participación en copas

### Sudamericano
- Río de Janeiro 2012: 10.º puesto (último)[1]
- Río de Janeiro 2013: 10.º puesto (último)[2]
- 2014 al 2024: no participó
- Lima 2025: 9.º puesto

### Sudamérica Rugby Sevens
- Colombia 2016: 4.º puesto